# Єршов Василь Васильович
Василь Васильович Єршов (2 вересня 1944, Вовчанськ, Харківська область, СРСР — 4 липня 2017, Красноярськ, Росія) — пілот цивільної авіації СРСР і Росії, російський письменник, автор серії книг про роботу цивільних льотчиків.

## Біографія
Василь Єршов народився 2 вересня 1944 року у місті Вовчанськ Харківської області. Після закінчення у 1967 році Кременчуцького льотного училища цивільної авіації працював у Єнісейську, потім у Красноярську. Літав на Ан-2, Іл-14, Іл-18, Ту-154 протягом 35 років. Загальний наліт 19 300 годин. Пілот-інструктор Ту-154. Після звільнення займався організацією професійної підготовки льотного складу авіакомпанії «Сібавіатранс». З 2008 року на пенсії. Член Російського союзу письменників. Помер 4 липня 2017 року. Похований на Бадаликському кладовищі.

## Творчість
Василь Єршов відомий як автор популярних книг, що розповідають про роботу льотчика цивільної авіації. Свою книгу «Роздуми їздового пса» виклав у 2005 році в інтернеті для безкоштовного користування. Перші видання своїх книг здійснював за рахунок коштів, зібраних читачами на авіаційних форумах в інтернеті, а також з допомогою спонсорів; книги з серії «Їздовий собака Неба» були надруковані накладом від 500 до 2000 примірників.
Опубліковані в Інтернеті книги принесли Єршову популярність серед читачів, і його творчістю зацікавилося видавництво Ексмо. Були видані три книги серії «Їздовий собака Неба» (під зміненими видавництвом комерційними назвами: «Аеропорт 2008», «Аероманія» та «Літакопад») та книга для пасажирів «Аерофобія».
У 2014 році за мотивами книги Василя Єршова «Роздуми Їздового пса», філією ВДТРК ДТРК «Красноярськ», був знятий фільм про роботу красноярських авіаторів — «Їздові собаки неба».
Художня повість «Страх польоту» видана у Лондоні на кошти спонсора.
У 2012 році письменник висувався редакцією журналу «Православное книжное обозрение» на здобуття Патріаршої літературної премії. Також неодноразово номінувався редакційною комісією порталу Проза.ру на здобуття літературних премій «Письменник року» та «Спадщина».
У 2017 році видавництвом Ексмо видані дві книги Єршова: «Страх польоту» та «Тайговий пілот».

### Видані твори
- Ершов, В. В. Аэрофобия [Архівовано 21 листопада 2018 у Wayback Machine.]. — М.: Эксмо, 2008. — 310 с. — 8000 экз. — ISBN 978-5-699-29886-0.
- Ершов, В. В. Аэропорт 2008 [Архівовано 15 грудня 2018 у Wayback Machine.] = Раздумья ездового пса[2]. — М.: Эксмо, 2008. — 352 с. — 6000 экз. — ISBN 978-5-699-27766-7.
- Ершов, В. В. Аэромания [Архівовано 15 грудня 2018 у Wayback Machine.] = Рассказы ездового пса. — М.: Эксмо, 2008. — 384 с. — 6000 экз. — ISBN 978-5-699-30917-7.
- Ершов, В. В. Самолётопад [Архівовано 15 грудня 2018 у Wayback Machine.] = Откровения ездового пса. — М.: Эксмо, 2009. — 352 с. — 4000 экз. — ISBN 978-5-699-32272-5.
- Ершов, В. В. Страх Полёта = Страх Полёта. — London: Blue Dot Books, 2010. — 188 с. — Print on Demand экз. — ISBN 978-0-9564829-1-4.
- Страх полёта / Василий Ершов. — Москва: Издательство «Э», 2017. — 256 с. — (Взлёт. Истории, написанные пилотом Ту-154) — 2000 экз. — ISBN 978-5-17-94293-0.
- Таёжный пилот. / Василий Ершов. — Москва: Издательство «Э», 2017. — 352 с. — (Взлёт. Истории, написанные пилотом Ту-154) — 2500 экз. — ISBN 978-5-699-95063-8.
- Между космосом и землёй = Раздумья ездового пса. — Москва: издательство «Э», 2017. — 380 с. — (Взлёт. Истории, написанные пилотом Ту-154)- ISBN 978-5-699-95507-7

### Технічні публікації
- Практика полётов на самолёте Ту-154.

### Оповідання та повісті
- Страх полёта (повість)
- Обида (оповідання)
- Лётные дневники. 1984—2002 годы. [Архівовано 12 серпня 2021 у Wayback Machine.]
- Дневник графомана. 2008—2010 годы. [Архівовано 13 серпня 2021 у Wayback Machine.]